# Parnac (Indre)
Parnac település Franciaországban, Indre megyében. Lakosainak száma 511 fő (2022. január 1.). Parnac Saint-Sébastien, Bazaiges, La Châtre-Langlin, Éguzon-Chantôme, Mouhet, Roussines, Saint-Benoît-du-Sault, Saint-Gilles és Vigoux községekkel határos.

## Népesség
A település népességének változása:
| Lakosok száma | 911  | 706  | 650  | 537  | 519  | 508  | 501  | 496  | 501  | 511  |
|               | 1968 | 1982 | 1990 | 2006 | 2013 | 2015 | 2017 | 2019 | 2020 | 2022 |